# شهروند و مافیا
شهروند و مافیا نام یک مسابقه تلویزیونی است که از شبکه سلامت و شبکه نسیم پخش شده است. در این مسابقه افراد به‌صورت پنهانی بین دو گروه شهروند و مافیا تقسیم می‌شوند و شهروندان بایستی با آزمون و خطا افراد گروه مافیا را شناسایی و آنها را حذف کنند. این برنامه به کارگردانی محمد رجایی و تهیه‌کنندگی علیرضا سلطانی روی آنتن می‌رود. اجرای فصل اول این برنامه که با نام «مافیا» روی آنتن رفت، برعهده بهنام تشکر بود و از فصل دوم برعهده علیرام نورایی است. پس از پخش این مسابقه از تلویزیون، این سبک از بازی مافیا، به سناریو شهروند و مافیا صداوسیما معروف شده‌است.
در سال ۱۴۰۱ این برنامه از شبکه نسیم شروع به پخش کرد و با سناریویی جدید به نام سناریو بازپرس روی کار آمد. در این سناریو سه مافیا و هفت شهروند وجود دارند.

## نقش‌های بازی[۳]

### گروه مافیا
رئیس مافیا:
تصمیم نهایی برای تیر شب مافیا بر عهده اوست. استعلام کارآگاه فقط بار اول برای او منفی است (در فینال فصل ۱ استعلام رئیس مافیا کلا منفی شد).
مافیای ساده
هیچ قابلیتی در شب یا روز ندارد.

### گروه شهروندان
کارآگاه:
در فصل ۱، کارآگاه در شب معارفه نیز می‌توانست استعلام بگیرد.
کارآگاه بازی هرشب بیدار شده و استعلام یکی از افراد بازی را از راوی می‌گیرد. استعلام مافیا مثبت و استعلام شهروندان منفی است.
استعلام رئیس مافیا بار اول منفی خواهد بود.
پزشک:
در قسمت‌های اولیه بازی، دکتر تنها ۱ انتخاب در هر شب داشت.
پزشک هر شب بیدار می‌شود و تا زمانی که ۱۰ الی ۸ نفر در بازی باشد می‌تواند ۲ نفر و کمتر از ۷ نفر ۱ نفر را می‌تواند از تیرهای شبانه نجات دهد.
دکتر در طول بازی ۲ بار می‌تواند خودش را انتخاب کند.
شهروند ساده:
هیچ قابلیتی در شب یا روز ندارد.

### فصل ۲ تا ۹

#### نقش‌های مافیایی
رئیس مافیا:
تصمیم نهایی برای تیر شب مافیا بر عهده اوست. استعلام وی برای کارآگاه منفی است و اگر در شب مورد اصابت تیر تک‌تیرانداز قرار گیرد از بازی خارج نمی‌شود. اوست که وظیفه شلیک شب را برعهده دارد و مذاکره‌کننده تنها با اجازه او قادر به استفاده از نقش خود است.
مذاکره‌کننده:
در صورتی که یک یا دو نفر از اعضای مافیا از بازی خارج شده باشند. مذاکره کننده می‌تواند در شب مذاکره انجام دهند و شهروندی را وارد تیم مافیا کنند.
در صورتی که فرد مورد انتخاب، شهروند ساده یا زره پوش باشد، آن شخص تبدیل به مافیای ساده شده و در شب بعد با مافیا بیدار می‌شود، و درصورت انتخاب سایر نقش‌ها مذاکره شکست می‌خورد.
مافیاها در زمان مذاکره، اجازه شلیک در شب را ندارند.
مافیای ساده:
هیچ قابلیتی در شب یا روز ندارد.

#### نقش‌های شهروندی
کارآگاه:
کارآگاه بازی هرشب بیدار شده و استعلام یکی از افراد بازی را از راوی می‌گیرد. استعلام مذاکره کننده و مافیای ساده مثبت و استعلام شهروندان و رئیس مافیا منفی است.
زره‌پوش:
در شب با تیر مافیا کشته نمی‌شود و در روز در صورتی که با رای‌گیری از بازی خارج شود، نقشش افشا شده و به بازی برمی‌گردد، و از این پس قابل مذاکره نخواهد بود و در شب نیز با تیر مافیا کشته می‌شود.
خبرنگار:
پس از فرایند مذاکره هرشب بیدار می‌شود و استعلام شهروندی که با او مذاکره شده را از گرداننده می‌گیرد. در صورت تشخیص درست، راوی تأیید می‌کند.
تک‌تیرانداز:
تک‌تیرانداز هر شب بیدار می‌شود اما فقط یک بار اجازه شلیک دارد.
باید دقت کند شخصی که مورد هدف قرار می‌دهد مافیا باشد، چون درصورتی که شهروند را مورد هدف قرار بدهد، خودش از بازی خارج می‌شود (حتی در صورتی که پزشک او را نجات دهد).
پزشک:
پزشک هر شب بیدار می‌شود و تا زمانی که ۱۰ الی ۸ نفر در بازی باشد می‌تواند ۲ نفر و کمتر از ۷ نفر ۱ نفر را می‌تواند از تیرهای شبانه نجات دهد (چه شهروند چه مافیا).
دکتر در طول بازی ۲ بار می‌تواند خودش را انتخاب کند.
شهروند ساده:
هیچ قابلیتی در شب یا روز ندارد.

### گروه مافیا
رئیس مافیا:
تصمیم نهایی برای تیر شب مافیا بر عهده اوست. استعلام وی برای کارآگاه منفی است و اگر در شب مورد اصابت تیر تکاور قرار گیرد از بازی خارج نمی‌شود. اوست که وظیفه شلیک شب را برعهده دارد و ناتو تنها با اجازه او قادر به استفاده از نقش خود است.
ناتو:
ناتو در طول بازی تنها یک شب می‌تواند با تأیید رئیس مافیا از نقشش استفاده کند و نقش دقیق یکی از شهروندها را حدس بزند.
اگر درست حدس بزند آن نقش در هر صورت از بازی خارج می‌شود و اگر اشتباه حدس بزند کسی از بازی خارج نمی‌شود. در شبی که گروه مافیا اقدام به استفاده از نقش ناتو می‌کند راوی اعلام می‌کند که قرار است ناتویی اتفاق بیفتد و در آن شب پزشک و تکاور بیدار نمی‌شوند و مافیا نیز اجازه تیراندازی در شب را ندارند.
گروگانگیر:
گروگانگیر در طول بازی هرشب بیدار می‌شود و نقش یک نفر را به گروگان می‌گیرد. کسی که نقشش گروه گرفته شده باشد شب نمی‌تواند از توانایی‌اش استفاده کند. گروگانگیر نمی‌تواند دو شب متوالی یک بازیکنی را انتخاب کند.
گروگانگیر و اعضای مافیا همدیگر را می‌شناسند اما گروگان‌گیر شب‌ها به تنهایی بیدار می‌شود.

### گروه شهروندان
کارآگاه:
کارآگاه بازی هرشب بیدار شده و استعلام یکی از افراد بازی را از راوی می‌گیرد. استعلام گروگان‌گیر و ناتو مثبت و استعلام شهروندان و رئیس مافیا منفی است.
تفنگدار:
تفنگدار یک تفنگ جنگی و بی‌نهایت تفنگ مشقی دارد و هرشب می‌تواند حداکثر ۲ تفنگ به افراد داخل بازی بدهد. کسانی که تفنگ دریافت کردند فردای آن روز و تا رسیدن به زمان رای‌گیری می‌توانند از تفنگشان استفاده کنند و شخصی را مورد هدف قرار دهند، اگر آن شخص، مورد هدف تیر مشقی قرار گرفته باشد اتفاقی نمی‌افتد و اگر تیر جنگی به وی برخورد کند شخص از با کلام آخر از بازی خارج شده و شهروند یا مافیا بودن آن شخص توسط راوی اعلام می‌شود.
تفنگدار نمی‌تواند به خودش تفنگ جنگی بدهد.
بازیکنانی که تفنگ دریافت کردند از جنگی یا مشقی بودن آن اطلاعی ندارند.
اگر بازیکنی که تفنگ جنگی دریافت کند و در همان شب کشته شب شده باشد، تفنگ به دست تفنگدار برگشته و می‌تواند در شب‌های بعدی ار آن استفاده کند.
نگهبان:
نگهبان نقش مقابل گروگان‌گیر است و اولین نفر قبل از همه بازیکنان بیدار می‌شود و از نقش شهروندان در برابر گروگان‌گیر محافظت می‌کند. شخصی که نگهبان او را انتخاب کرده باشد، از حمله گروگان‌گیر در امان است.
هرشب بیدار می‌شود و تا زمانی که ۱۰ الی ۸ نفر در بازی باشند ۲ انتخاب دارد، و زمانی که کمتر از ۷ نفر در بازی باشند ۱ انتخاب دارد.
نگهبان در طول روز زره داشته و درصورتی که از در روز مورد اصابت تیر جنگی یا با رای‌گیری از بازی خارج شود، زره خود را از دست داده و نقشش افشا می‌شود و با نقش شهروند ساده به بازی ادامه می‌دهد (دیگر نمی‌تواند نگهبانی کند).
تکاور:
تکاور یک تیر دارد و هر شب بیدار می‌شود اما تنها زمانی که مافیا به سمت او شلیک کرده باشد حق تک تیراندازی دارد و می‌تواند شخصی را مورد هدف قرار دهد،
اگر شخصی که به او شلیک می‌کند شهروند باشد، خودش از بازی خارج می‌شود (حتی اگر پزشک او را نجات دهد).
اگر شخص مورد نظر مافیا باشد، خودش در بازی مانده و مافیا از بازی خارج می‌شود.
البته در صورتی که رئیس مافیا را بزند، کسی خارج نمی‌شود.
پزشک:
پزشک هر شب بیدار می‌شود و تا زمانی که ۱۰ الی ۸ نفر در بازی باشد می‌تواند ۲ نفر و کمتر از ۷ نفر ۱ نفر را می‌تواند از تیرهای شبانه نجات دهد (چه شهروند چه مافیا).
دکتر در طول بازی ۲ بار می‌تواند خودش را انتخاب کند.
شهروند ساده:
هیچ قابلیتی در شب یا روز ندارد.

### گروه مافیا
رئيس مافیا:
تصمیم نهایی برای تیر شب مافیا بر عهده اوست. استعلام وی برای کارآگاه منفی است و  اوست که وظیفه شلیک شب را برعهده دارد و ناتو تنها با اجازه او قادر به استفاده از نقش خود است.
تیم مافیا اگر رئیس مافیا زنده باشد توانایی یاکوزایی کردن دارندیعنی یک شب یک نفر از تیم خود را فدا کنند و با یک شهروند ساده و یا رویین تن مذاکره کنند.اگر مذاکره موفق باشد آن شخص همان شب بیدار می شود و با تیم آشنا می شودرئیس مافیا فقط زمانی می تواند خودش را یاکوزایی کند که تنها مانده باشد
ناتو:
ناتو در طول بازی تنها یک شب می‌تواند با تأیید رئیس مافیا از نقشش استفاده کند و نقش دقیق یکی از شهروندها را حدس بزند.
اگر درست حدس بزند آن نقش در هر صورت از بازی خارج می‌شود و اگر اشتباه حدس بزند کسی از بازی خارج نمی‌شود. در شبی که گروه مافیا اقدام به استفاده از نقش ناتو می‌کند راوی اعلام می‌کند که قرار است ناتویی اتفاق بیفتد و در آن شب پزشک و تکاور بیدار نمی‌شوند و مافیا نیز اجازه تیراندازی در شب را ندارند.
شیاد:
شیاد بازی باید به دنبال کاراگاه بازی باشد و در صورتی که به کاراگاه بزند استعلام هر شخص برای کاراگاه منفی می شود.شیاد هر شب می تواند به یک شخص بزند. شیاد بازی همراه با تیم مافیا بیدار مشود وبه آنها مشورت می دهد ولی دوباره به تنهایی بیدار شده و کارش را انجام می دهد

### گروه شهروندان
کارآگاه:
کارآگاه بازی هرشب بیدار شده و استعلام یکی از افراد بازی را از راوی می‌گیرد. استعلام شیاد و ناتو مثبت و استعلام شهروندان و رئیس مافیا منفی است.
پزشک:
پزشک هر شب بیدار می‌شود و تا زمانی که ۱۰ الی 
۸ نفر در بازی باشد می‌تواند ۲ نفر و کمتر از ۷ نفر ۱ نفر را می‌تواند از تیرهای شبانه نجات دهد (چه شهروند چه مافیا).
دکتر در طول بازی ۲ بار می‌تواند خودش را انتخاب کند.
بازپرس:
بازپرس بازی یک بار در طول بازی می تواند دو نفر را به دفاعیه بیاورد.آن دو شخص به صورت دو سی ثانیه صحبت می کنند مجدد در نیم روز از بازپرس سوال می شود آیا رای گیری میان این دو انجام شودیا نه. بازپرس در شب کشته شود قطعا بازپرسی انجام می شود. بازپرس بازی هر شب که بخواهد می تواند از قابلیت خودش استفاده کند. 
اگر از دو نفری که به بازپرسی آمده اند یکی شات شود قابلیت به بازپرس بر می گردد
محقق:
محقق بازی به جز شب معارفه می تواند هر شب خودش را به یک نفر گره بزند.یعنی اگر با شات شب و یا فردا در رای گیری از بازی خارج شود و آن شخص اگر رئیس مافیا نباشد با او از بازی خارج می شود.محقق اگر رئیس مافیا رو انتخاب کرده باشد بیرون نمی رود
رویین تن:
رویین تن بازی در شب نا میرا می باشد و کشته نمی شود.امکان مذاکره با رویین تن وجود دارد
شهروندساده:
هیچ قابلیتی در شب یا روز ندارد.در روز وباحدس زدن مافیا ورای درست به شهروندان کمک می کند

## روش انجام مسابقه[۴]
در این بازی افراد به دو گروه مافیا و شهروندان تقسیم شده و نبرد میان دو گروه آگاه و ناآگاه شبیه‌سازی می‌شود. در طول فاز روز، تمام بازیکنان بازمانده در مورد هویت‌های مافیایی بحث می‌کنند و برای حذف یک مظنون رأی‌گیری می‌کنند.
به‌طور خلاصه، هدف نهایی بازی مافیا از بین بردن یا به عبارت بهتر، از بازی به‌در کردن «شهروندها» توسط گروه مافیا یا برعکس آن از بین بردن مافیاهای بازی توسط شهروندها است.
در سبک بازی شهروند و مافیا با سناریوی صدا و سیما بعد از اعطای نقش به هریک از بازیکنان، در روز اول هر بازیکن به معرفی خود و ظن‌های مافیایی خویش می‌پردازد. روز اول روز معارفه است و رأی‌گیری انجام نمی‌شود. در شب اول با اعلام راوی گروه مافیا و پس از آن نقش‌های دیگر به ترتیب بیدار می‌شوند. شب اول بازی شب معارفه است و تیری از جانب مافیا شلیک نمی‌شود.
در روز دوم و روزهای بعد شهروندان برای کشف گروه مافیا به بحث دربارهٔ مظنون‌های خود در دو زمان نوبت بازی و چالش می‌پردازند. بعد از اظهار نظر بازیکنان، یک یا چند نفر با اکثریت آرا به دادگاه برای دفاع از خود می‌روند. هر بازیکن در دادگاه از خود دفاع می‌کند و استدلال‌های خود را بیان می‌کند. بعد از دفاع، با رأی‌گیری مجدد اگر یکی از بازیکنان حدنصاب آرا را کسب کند از بازی اخراج می‌شود. برای هر بازیکن قبل از خروج از بازی در روز، امکان بیان کلام‌های آخر وجود دارد.
بلافاصله بعد از شروع فاز روز، امکان انجام دو مرتبه استعلام از تعداد شهروندان و مافیاهای خارج شده از بازی وجود دارد؛ که به هدایت بازیکنان باقی مانده در بازی نسبت به مواضع افراد حاضر کمک می‌کند.
خروج یک مافیا در شب با تیر تک تیرانداز توسط راوی اعلام می‌شود و بازیکنان متوجه می‌شوند که کشتهٔ اعلام شده با تیر تک تیرانداز خارج شده‌است.
زمانی که تعداد بازیکنان مافیا و تعداد بازیکنان شهروند برابر شود، بازی با برد گروه مافیا به پایان می‌رسد. اگر تعداد بازیکنان بازی به سه نفر متشکل از دو شهروند و یک مافیا برسد، بازیکنان به مدت دو دقیقه به صورت آزاد با هم صحبت می‌کنند و نهایتاً با انجام عمل دست دادن تکلیف برد شهروند یا برد مافیا مشخص می‌شود.
اشاره مستقیم و حتی غیرمستقیم به نقش خود در طول اظهار نظر در روز به هر نحوی ممنوع بوده و درصورت وقوع باعث اخراج انضباطی سریع و بی قید و شرط از بازی می‌شود.
اما در مقابل اطلاق نقش به هر یک از بازیکنان حاضر در بازی تنها با اخطار روای روبه‌رو خواهد شد و در صورت تکرار ممکن است شخص اطلاق کننده با اخراج انضباطی مواجه گردد. با این وجود، اطلاق نقش به بازیکنی که از بازی خارج شده، آزاد است. به بیانی دیگر اطلاق نقش به مرده بلامانع می‌باشد.

## برخی از اصطلاحات بازی
Push (پوش): اصطلاحاً به فشار مافیا برای خارج کردن یک شهروند از بازی می‌گویند. در این شرایط گروه مافیا تلاش می‌کند با سوءاستفاده از ناآگاهی یک یا تعدادی از شهروندان، به همراه آنان علیه یک شهروند اجماع تشکیل داده و او را با رای‌گیری هر طور که شده از بازی خارج کند.
Fact (فَکت): فکت معادل انگلیسی استدلال است: هر بازیکن بر اساس اظهارات سایر بازیکنان و برداشت‌های خود، برای معرفی مظنونین خود استدلال می‌آورد.
Turn (تِرن) : ترن معادل انگلیسی نوبت است.
Challenge (چلنج): هر بازیکن می‌تواند در نوبت خود به یک بازیکن دیگر اجازه دهد که قبل یا بعد از او، از یک زمان کوتاه برای ابراز نظر یا اضافه کردن چیزی به بازی استفاده کند. به این فرصت کوتاه که تنها با اجازه بازیکنی که نوبت اوست به یک بازیکن دیگر داده می‌شود، اصطلاحاً چالش می‌گویند.
Like (لایک): بازیکنی که با صحبت‌های یک شخص موافق است نماد لایک را به منظور تأیید نشان می‌دهد.
Dislike (دیس‌لایک): بازیکنی که با صحبت‌های یک شخص مخالف است نماد دیس‌لایک را به منظور عدم تأیید نشان می‌دهد.
Target (تارگت): معادل انگلیسی اتّهام است. در زمانی که یک بازیکن به بازیکن دیگر اتهام مافیا بودن می‌زند به اصطلاح به او تارگت زده‌است.
Target Back (تارگت بک): زمانی اتفاق می‌افتد که یک نفر به نفر دیگر اتهام مافیا بودن بزند و شخص اتهام خورده نیز بلافاصله شخص اتهام‌زننده را مورد اتهام قرار دهد. یا به عبارتی اتهام را به او بازگرداند.
Cover (کاور کردن): وقتی بازیکنی تلاش دارد از فرد دیگری دفاع کند و تمرکزها را از روی او بردارد، در اصطلاح در حال «کاور کردن» او است. اگر دو نفر به صورت متقابل از هم پشتیبانی کنند گفته می‌شود «همدیگر را کاور می‌کنند».
Shake (شِیک کردن): زمانی که کسی اتهامات را از روی یک نفر برمی‌دارد و به بازیکن دیگری منتقل می‌کند، در اصطلاح شِیک کرده‌است.
Heal یا Save (هیل یا سیو): منظور نجات یک شهروند از تیر مافیا یا حتی نجات اشتباه و ناآگاهانه یکی از مافیاها توسط پزشک در مقابل شات شب است.
شاتِ شب: منظور تیریست که گروه مافیا در فاز شب به سوی یکی از شهروندان شلیک می‌کند.
اَکت شب: هر صدا، حرکت یا ردی که از رفتار بازیکن‌ها در فاز شب گرفته شود (عمدتا شنیده شود) را اَکت شب گویند.
قارچ: اصطلاح قارچ در بازی مافیا زمانی به کار می‌رود که مافیاها یا یکی از آنها بد بازی کند و خود و یارانش را لو دهد. در این حال می‌گویند فلانی قارچه یا فلانی مثل قارچ بیرون زده.
طرف تو دیواره: برخی بازیکنان در بازی مافیا همانند قاب عکسی روی دیوار هستند؛ آنها صحبت نمی‌کنند، استدلالی ندارند و روی کسی تارگت نمی‌زنند، همه کار آنها در بازی رای دادن است؛ این اصطلاح برای این دسته از افراد به کار می‌رود.
پشت دست بازی کردن: هنگامی که بازیکنی در تأیید شخصی دیگر صحبت می‌کند، در اصطلاح پشت دست او بازی می‌کند.
موج‌سواری: وقتی بحثی از یک نفر شروع می‌شود و همین‌طور نفرات بعدی هم در موردش صحبت کنند، اصطلاحاً می‌گویند موجی درست شده‌است. در این بین کسی که بخواهد علیرغم اعتقاد خودش به موضوع آن موج، از آن استفاده کند و اصطلاحاً سواری بگیرد، می‌گویند دارد موج‌سواری می‌کند.
تبر: برای شهروندی به کار می‌رود که بد و به نفع مافیا بازی می‌کند.
گردن گرفتن: گردن گرفتن زمانی رخ می‌دهد که بازیکنی با قاطعیت می‌خواهد بازیکن دیگر را که فکر می‌کند مافیاست از بازی بیرون بیندازد و تمام عواقب بیرون رفتن آن بازیکن را برعهده می‌گیرد. یا به عبارت دیگر خون آن بازیکن به گردن او خواهد بود. طبعاً در صورتی که بازیکن حذف شده در طی رای‌گیری شهروند بوده باشد، بازیکنی که خون او را گردن گرفته‌است در روز بعد در صورت بودن در بازی، کار دشواری برای رفع اتهام از خود در پیش خواهد داشت.
نقش بلند کردن: هنگامی که بازیکنی به‌طور غیرمستقیم و در لفافه، با صحبت‌هایش اشاره می‌کند که نقشِ شهروندی خاصی دارد، اصطلاحاً می‌گویند نقش بلند کرده‌است.
گره: در بازی مافیا گاه شرایطی پیش می‌آید که تا زمانی نقش یک بازیکن برای شهر دقیقاً روشن نشود، شهر قادر به پیدا کردن مسیر درست خود و غلبه بر مافیا نخواهد بود. اینجاست که اصطلاحاً آن بازیکن را گره می‌نامند و تا زمانی که آن شخص در بازی حضور داشته باشد، همچنان ذهن شهروندان درگیر و مسیر بازی برای آنان مبهم خواهد بود و ممکن است در این حالت با تصمیمات اشتباه شهر را به سمت شکست بکشانند؛ بنابراین بازیکنان تلاش می‌کنند تا با دادن رای خروج به آن شخص و سپس آگاهی از نقش او در طی درخواست اعلام وضعیت، ابهام را بر طرف کرده و مسیر بازی را روشن سازند و به اصطلاح گره بازی را باز کنند.
کره‌گیری: وقتی یکی از بازیکنان از صحبت‌های فردی دیگر آن‌گونه که می‌خواهد برداشت می‌کند و به نقطه‌ای که خودش می‌خواهد می‌رسد یا زمانی که شخص سومی در بین دیالوگ‌های دو نفر دیگر نظر می‌دهد، در اصطلاح «کره‌گیری» کرده‌است. این اصطلاح برگرفته از ضرب‌المثل «از آب کره گرفتن» است و به شخص زیرکی اطلاق می‌شود که از هر موقعیتی به نفع خود استفاده می‌کند.
دعوای زرگری: وقتی دو مافیا با همدیگر وارد چالش و جنگ می‌شوند. این دعوا معمولاً به صورت ظاهری و برای فریب شهر از سوی گروه مافیا انجام می‌شود.

## راوی مسابقه
راوی اول این مسابقه در ابتدا بهنام تشکر از بازیگران مطرح سینمای ایران بود. اما به دلیل هم‌پوشانی شدن این مسابقه با پروژه‌های دیگر این بازیگر از فصل دوم علی‌رام نورایی جایگزین او شد.

## جوایز و نامزدها
| سال  | جایزه                     | رده                                         | نتیجه    |
| ---- | ------------------------- | ------------------------------------------- | -------- |
| ۱۴۰۰ | فناوری و تلویزیون دیجیتال | بهترین برنامه تلویزیونی ۶ ماه نخست سال ۱۴۰۰ | برنده    |
| ۱۳۹۹ | فناوری و تلویزیون دیجیتال | بهترین برنامه تلویزیونی سال                 | برنده    |
| ۱۳۹۹ | فناوری و تلویزیون دیجیتال | بهترین برنامه تلویزیونی پاییز ۱۳۹۹          | نامزدشده |